# Apollon
Denna artikel handlar om guden Apollon. Se även Apollon F1.

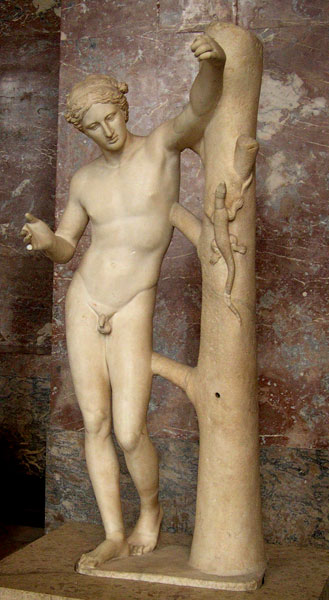
Apollon Sauroktonos ("Ödledödaren") av Praxiteles

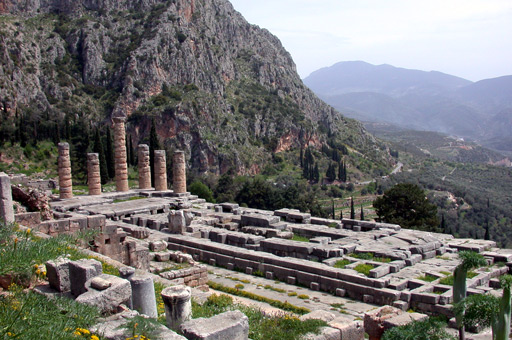
Apollons tempel i Delfi.

Apollo med den typiska lyran

Apollon är en viktig gud i grekisk mytologi, liksom i romersk mytologi, där han kallas Apollo och ibland även Apollo Musagetes i egenskap av musernas ledare; då avbildad med en lyra i handen. Han betraktas som ljusets och konsternas gud. Han framställs vanligen som en ung man med vackra anletsdrag och hans kännetecken är lager, lyra, delfin och korp. Han var son till Zeus och Leto. Apollon är en utmärkt bågskytt. 

## Funktioner
Apollon hade flera funktioner varav den viktigaste var som orakel. Den rollen kan spåras tillbaka till gudinnekulten i Delfi, men Apollon var också jägare, läkare och musiker. Han föddes tillsammans med sin tvillingsyster Artemis på ön Delos dit hans mor hade flytt undan Heras vrede. Apollon stod i konflikt med gudarna Dionysos, Pan och Hermes som alla hade anknytning till djurhållning. Detta har tolkats som ett spår av rivalitet mellan olika nomadiserande herdefolk. Ursprungligen tros Apollon ha varit en solgud. 

## Apollons två dygder
Apollon står för två dygder som han ville att grekerna skulle följa.
Känn dig själv.
Apollon menar att människan skulle inse att hon inte har någon större makt, inte ens att forma sitt eget öde.	 
Var alltid måttfull.
Apollons andra dygd, att vara måttfull, är en allmänt accepterad stöttepelare i den grekiska mytologin. Att vara måttfull betydde att inte drabbas av övermod — hybris. Den som bröt mot denna regel drabbades av nemesis. Detta var gudarnas samlade vrede. Nemesis slog dessutom mot hela släkten till personen som fått hybris och kunde endast åtgärdas genom att övermodet gottgjordes och att den drabbade personen lärde sig dygden måttfullhet och visade sig ha förstått hela innebörden av den.
Samtidigt bröt Apollon mot sina egna regler. Till exempel slutade hans seger i musiktävlingen mot faunen Marsyas med att han lät Marsyas flås levande, en scen som porträtterats av Tizian i Marsyas straff.

## Kärleksäventyr
Som de andra gudarna i den grekiska mytologin så har även Apollon mänskliga älskare. En av dessa heter Klymene, och med henne har han en son som heter Faethon. Med nymfen Kalliope fick Apollon sonen Orfeus. Han sägs även fått flera barn tillsammans med kung Minos dotter Akakallis.
Apollon hade även en manlig älskare som hette Kyparissos. När denne av misstag hade dödat sin älsklingshjort blev han så förtvivlad att han av Apollon förvandlades till ett träd, cypressen. Legenden berättas av Ovidius.  Apollon hade även en kärleksaffär med den spartanske kungasonen Hyakinthos.

## Apollon i konstnärliga verk
Inte minst som konsternas gudom återfinns Apollon i ett antal (främst äldre) konstnärliga verk; poesi, skådespel i antik teater med mera. Han är bland annat huvudperson i Hjalmar Gullbergs dikt Förklädd gud (1933), sedermera välkänd även som musikverk av Lars-Erik Larsson (1940), där han enligt legenden dömdes att leva som människa på jorden ett år i tjänst som dräng hos kung Admetos i Thessalien (enligt Euripides drama om Alkestis).
Apollo eller Apollo Musagete (1928) är en balett med musik och libretto av Igor Stravinskij och koreografi av George Balanchine.